# Renato Ferretti
Renato Ferretti (Alessandria, 12 dicembre 1907 – Ventimiglia, 26 settembre 1984) è stato un calciatore e allenatore di calcio italiano, di ruolo ala sinistra.

## Carriera

### Giocatore
Ferretti fu un'ala sinistra particolarmente prolifica. È infatti il calciatore che ha messo a segno più reti in assoluto nella storia del Messina. L'allenatore dell'Alessandria Carcano lo porta nel 1929 alla Vogherese, mentre tra il 1930 e il 1937 gioca in riva allo Stretto per sette stagioni consecutive, le ultime cinque delle quali nel campionato di Serie B.
Non vi è certezza assoluta in merito al numero di incontri disputati e reti messe a segno con la maglia del Messina. Alcune fonti riportano infatti 188 presenze e 90 reti; altre invece riferiscono di 191 presenze ed 89 reti.
Militò poi nella Gallaratese e nel Legnano, fino al 1940.

### Allenatore
Ferretti allenò il Messina nelle ultime 8 giornate del girone finale del campionato di Serie C 1946-1947, subentrando ad Oronzo Pugliese.